# Chersonesometrus fulvipes
Espèce
Synonymes
- Buthus fulvipes C. L. Koch, 1837
- Heterometrus fulvipes (C. L. Koch, 1837)
- Palamnaeus fulvipes bombayensis Pocock, 1900

Chersonesometrus fulvipes est une espèce de scorpions de la famille des Scorpionidae.

## Distribution
Cette espèce est endémique d'Inde. Elle se rencontre au Karnataka, au Maharashtra, au Gujarat, au Rajasthan, au Madhya Pradesh, en Uttar Pradesh, à Delhi et en Haryana.
Sa présence au Pakistan est incertaine.

## Description
Chersonesometrus fulvipes mesure de 70 à 100 mm.

Vue ventrale

## Systématique et taxinomie
Cette espèce a été décrite sous le protonyme Buthus fulvipes par C. L. Koch en 1837. Elle est placée dans le genre Heterometrus par Kraepelin en 1899 puis dans le genre Chersonesometrus par Prendini et Loria en 2020.

## Publication originale
- C. L. Koch, 1837 : Die Arachniden. Nurnberg, C.H. Zeh’sche Buchhandlung, vol. 4, no 1/5, p. 1-108 (texte intégral).